# 泰和诚医疗
泰和诚医疗（全称：泰和诚医疗控股有限公司，股票代码：CCM）是一家总部位于中国北京的医疗服务公司，主要从事肿瘤诊疗相关的服务与解决方案。公司业务包括肿瘤放射治疗、影像诊断服务、肿瘤专科医院的建设和运营，以及医疗设备和软件解决方案的提供。并于2009年12月在纽约证券交易所上市，股票代码为CCM，成为中国首家以医疗服务为主营业务在美上市的公司。